# 柘洋特种区
柘洋特种区，是中華民國大陸時期福建省的一个准县级行政单位，为三等特种区，特种区类别为山区类。

## 历史沿革
柘洋一带古属福宁县、福宁州和霞浦县辖，其地处较偏僻，距所属的霞浦县县治极为偏远（约70公里），明朝时便有设立柘洋巡检司，1935年6月，福建省政府析霞浦县上西柘洋区置柘洋特种区，旋即降格为霞浦县第四区，1936年底复置，其地位与县相当，直属于当地的行政督察区。1940年初拟裁撤，但因其准县级制度已经完善，且出于抗日战争地缘因素等考量，军事价值较高，得以暂时保留，筹备设县，1945年9月，柘洋特种区获准升格为柘荣县。

## 行政区划
1935年初设时，柘洋特种区划为17个乡（镇）：下城镇、溪坪镇、富溪镇、乍洋乡、玉山乡、仙园乡、泰洋乡、宅中乡、东源乡、桃坑乡、蒲洋乡、菖蒲洋乡、湄洋乡、楮坪乡、社坪乡、流坪乡和英窦坑乡，共辖109保。
1936年7月，析霞浦县上万、奎洋、坑口3个乡、42个保入柘洋特种区，翌年5月重新划归霞浦县第一区。1938年9月，撤销溪坪镇、湄泰乡，将其所辖各保并入柳城镇；撤销蒲洋乡，将其所属各保并入富溪镇。全区至此划为9个乡镇，仍辖60保。1945年柘荣建县前，柘洋特种区辖1镇2乡，即双城镇、武陵乡和康坪乡，共26保。:31-32

## 区长列表
| 姓名   | 籍贯     | 任期                 | 备注                   |
| ------ | -------- | -------------------- | ---------------------- |
| 何荣生 | 江苏宜兴 | 1935年6月－1937年5月 | 自霞浦县柘洋区区长升任 |
| 韩延爽 | 浙江平阳 | 1937年5月－1938年1月 |                        |
| 杨镇江 | 福建闽侯 | 1938年1月－1938年7月 |                        |
| 黄曦   | 福建连城 | 1938年7月－1939年3月 |                        |
| 严以礼 | 福建闽侯 | 1939年3月－1939年8月 |                        |
| 潘伟   | 福建长乐 | 1939年8月－1940年6月 |                        |
| 李庆升 | 福建龙岩 | 1940年6月－1941年8月 |                        |
| 王乃平 | 福建仙游 | 1941年8月－1945年9月 | 升任柘荣县县长         |